# Liste der Baudenkmale in Dötlingen
In der Liste der Baudenkmale in Dötlingen sind die Baudenkmale der niedersächsischen Gemeinde Dötlingen und ihrer Ortsteile aufgelistet. Der Stand der Liste ist der 14. Juni 2022. Die Quelle der Baudenkmale ist der Denkmalatlas Niedersachsen.

## Allgemein
In den Spalten befinden sich folgende Informationen:
- Lage: die Adresse des Baudenkmales und die geographischen Koordinaten. Kartenansicht, um Koordinaten zu setzen. In der Kartenansicht sind Baudenkmale ohne Koordinaten mit einem roten Marker dargestellt und können in der Karte gesetzt werden. Baudenkmale ohne Bild sind mit einem blauen Marker gekennzeichnet, Baudenkmale mit Bild mit einem grünen Marker.
- Bezeichnung: Bezeichnung des Baudenkmales
- Beschreibung: die Beschreibung des Baudenkmales. Unter § 3 Abs. 2 NDSchG werden Einzeldenkmale und unter § 3 Abs. 3 NDSchG Gruppen baulicher Anlagen und deren Bestandteile ausgewiesen.
- ID: die Objekt-ID des Baudenkmales
- Bild: ein Bild des Baudenkmales, ggf. zusätzlich mit einem Link zu weiteren Fotos des Baudenkmals im Medienarchiv Wikimedia Commons. Wenn man auf das Kamerasymbol klickt, können Fotos zu Baudenkmalen aus dieser Liste hochgeladen werden:

## Dötlingen

### Gruppe: Dorfkern Dötlingen
Baudenkmal (Gruppe):

| Lage                       | Bezeichnung        | Beschreibung | ID       | Bild |
| -------------------------- | ------------------ | ------------ | -------- | ---- |
| 52° 56′ 8″ N, 8° 22′ 48″ O | Dorfkern Dötlingen |              | 49465173 | BW   |

Baudenkmale (Einzeln):

| Lage                                     | Bezeichnung              | Beschreibung | ID       | Bild |
| ---------------------------------------- | ------------------------ | --- | -------- | ---- |
| Dorfring 23 52° 56′ 7″ N, 8° 22′ 45″ O   | Kirche                   | Romanische und gotische Feldsteinkirche vom 12./13. Jahrhundert                                                 | 35954202 |      |
| Dorfring 23 52° 56′ 7″ N, 8° 22′ 46″ O   | Kirchhof                 | | 35954855 | BW   |
| Dorfring 25 52° 56′ 7″ N, 8° 22′ 43″ O   | Pfarrhaus                | | 35954625 | BW   |
| Dorfring 8 52° 56′ 8″ N, 8° 22′ 47″ O    | Wohn-/Wirtschaftsgebäude | Wohn-/Wirtschaftsgebäude des Tabkenhofs                                                                         | 35954231 |      |
| Dorfring 8 52° 56′ 9″ N, 8° 22′ 46″ O    | Stall                    | Stall des Tabkenhofs                                                                                            | 35954364 | BW   |
| Dorfring 8 52° 56′ 10″ N, 8° 22′ 46″ O   | Stall                    | Stall des Tabkenhofs                                                                                            | 35954340 | BW   |
| Dorfring 8 52° 56′ 10″ N, 8° 22′ 48″ O   | Scheune                  | Scheune des Tabkenhofs                                                                                          | 35954258 | BW   |
| Dorfring 8 52° 56′ 11″ N, 8° 22′ 49″ O   | Scheune                  | Scheune des Tabkenhofs                                                                                          | 35954313 | BW   |
| Dorfring 52° 56′ 11″ N, 8° 22′ 51″ O     | Kriegerdenkmal           | 1872 errichtet zum Andenken an die Dötlinger Krieger von 1870/71                                                | 35954388 |      |
| Butzenberg 52° 56′ 13″ N, 8° 22′ 35″ O   | Friedhof                 | | 35954596 | BW   |
| Dorfring 11 52° 56′ 6″ N, 8° 22′ 57″ O   | Wohn-/Wirtschaftsgebäude | Gebäude von 1779 bzw. 1843 als Zweiständer-Hallenhaus in Fachwerk                                               | 35954044 | BW   |
| Dorfring 11 52° 56′ 6″ N, 8° 22′ 58″ O   | Scheune                  | Scheune von wohl Anfang des 19. Jahrhunderts in Fachwerk                                                        | 35954072 | BW   |
| Dorfring 9 52° 56′ 6″ N, 8° 23′ 0″ O     | Wohn-/Wirtschaftsgebäude | Zweiständer-Hallenhaus in Fachwerk von 1806                                                                     | 35954125 | BW   |
| Dorfring 7 52° 56′ 7″ N, 8° 23′ 1″ O     | Scheune                  | Scheune von um 1810 in Fachwerk                                                                                 | 35954153 | BW   |
| Dorfring 5 52° 56′ 7″ N, 8° 23′ 2″ O     | Einfriedung              | Einfriedung von um 1890                                                                                         | 35956217 | BW   |
| Dorfring 5 52° 56′ 7″ N, 8° 23′ 2″ O     | Bleichhütte              | Bleichhütte aus der ersten Hälfte des 19. Jahrhunderts                                                          | 35955483 | BW   |
| Dorfring 5 52° 56′ 7″ N, 8° 23′ 2″ O     | Wohn-/Wirtschaftsgebäude | Gebäude von 1873 (Inschrift) als Vierständer-Hallenhaus, Traufseiten von 1791 in Fachwerk Verlängerung von 1914 | 35955435 | BW   |
| Dorfring 5 52° 56′ 7″ N, 8° 23′ 3″ O     | Scheune                  | Scheune von um 1920                                                                                             | 35955460 | BW   |
| Dorfring 13 52° 56′ 5″ N, 8° 22′ 57″ O   | Wohn-/Wirtschaftsgebäude | Gebäude von 1821                                                                                                | 35954097 | BW   |
| Heideweg 1 52° 56′ 4″ N, 8° 22′ 56″ O    | Wohn-/Wirtschaftsgebäude | Zweiständerhallenhaus in Fachwerk von 1770                                                                      | 35953991 | BW   |
| Heideweg 3 52° 56′ 3″ N, 8° 22′ 57″ O    | Speicher                 | Püttenhus als ehemaliger Fachwerk-Speicher von um 1870, 1935/36 versetzt, heute Heimathaus                      | 35954676 | BW   |
| Badbergsweg 2 52° 56′ 3″ N, 8° 22′ 59″ O | Wohn-/Wirtschaftsgebäude | Zweiständer-Hallenhaus in Fachwerk von 1825                                                                     | 35954731 | BW   |
| Badbergsweg 2 52° 56′ 3″ N, 8° 23′ 0″ O  | Remise                   | Remise aus der Zweiten Hälfte des 19. Jahrhunderts als massiven Backsteinbau                                    | 35954984 | BW   |
| Badbergsweg 2 52° 56′ 2″ N, 8° 23′ 1″ O  | Stallscheune             | Stallscheune aus der Zweiten Hälfte des 19. Jahrhunderts in Fachwerk                                            | 35955006 | BW   |
| Badbergsweg 2 52° 56′ 2″ N, 8° 23′ 2″ O  | Speicher                 | Speicher, im Kern aus der Mitte des 18. Jahrhunderts, in Fachwerk                                               | 35953962 | BW   |

### Gruppe:Hofanlage Rittrumer Kirchweg 1
Baudenkmal (Gruppe):

| Lage                                             | Bezeichnung                    | Beschreibung | ID       | Bild |
| ------------------------------------------------ | ------------------------------ | ------------ | -------- | ---- |
| Rittrumer Kirchweg 1 52° 56′ 18″ N, 8° 22′ 42″ O | Hofanlage Rittrumer Kirchweg 1 |              | 35950097 | BW   |

Baudenkmale (Einzeln):

| Lage                                             | Bezeichnung              | Beschreibung | ID       | Bild |
| ------------------------------------------------ | ------------------------ | --- | -------- | ---- |
| Rittrumer Kirchweg 1 52° 56′ 17″ N, 8° 22′ 43″ O | Wohn-/Wirtschaftsgebäude | Hof Volkmann, Zweiständer-Hallenhaus in Fachwerk vom Anfang des 19. Jhs. | 35953758 |      |
| Rittrumer Kirchweg 1 52° 56′ 19″ N, 8° 22′ 42″ O | Wohnhaus                 | Altenteilerhaus in Fachwerk, früher Scheune, 1896/98 Wohnhaus und Atelier des Malers Georg Müller vom Siel, ab 1932 Stall, 2013 saniert und umgebaut, nunmehr Müller vom Siel-Kate | 35954704 | BW   |

### Gruppe:Wochenendhaus Am Badbergsand 1
Baudenkmal (Gruppe):

| Lage                                        | Bezeichnung                    | Beschreibung | ID       | Bild |
| ------------------------------------------- | ------------------------------ | ------------ | -------- | ---- |
| Am Badbergsand 1 52° 56′ 1″ N, 8° 23′ 17″ O | Wochenendhaus Am Badbergsand 1 |              | 41816965 | BW   |

Baudenkmale (Einzeln):

| Lage                                        | Bezeichnung   | Beschreibung               | ID       | Bild |
| ------------------------------------------- | ------------- | -------------------------- | -------- | ---- |
| Am Badbergsand 1 52° 56′ 1″ N, 8° 23′ 15″ O | Wochenendhaus | Haus aus den 1920er Jahren | 41778062 | BW   |
| Am Badbergsand 1 52° 56′ 1″ N, 8° 23′ 16″ O | Pumpenhaus    | Haus aus den 1920er Jahren | 41817030 | BW   |
| Am Badbergsand 1 52° 56′ 1″ N, 8° 23′ 18″ O | Erdkeller     | Haus aus den 1920er Jahren | 41817046 | BW   |

### Gruppe:Hofanlage Neerstedter Straße 3
Baudenkmal (Gruppe):

| Lage                                             | Bezeichnung                    | Beschreibung | ID       | Bild |
| ------------------------------------------------ | ------------------------------ | ------------ | -------- | ---- |
| Neerstedter Straße 3 52° 56′ 15″ N, 8° 22′ 54″ O | Hofanlage Neerstedter Straße 3 |              | 35950129 | BW   |

Baudenkmale (Einzeln):

| Lage                                             | Bezeichnung              | Beschreibung                                                     | ID       | Bild |
| ------------------------------------------------ | ------------------------ | ---------------------------------------------------------------- | -------- | ---- |
| Neerstedter Straße 3 52° 56′ 15″ N, 8° 22′ 53″ O | Wohn-/Wirtschaftsgebäude | Zweiständer-Hallenhaus in Fachwerk von 1789                      | 35953835 | BW   |
| Neerstedter Straße 3 52° 56′ 16″ N, 8° 22′ 55″ O | Stallscheune             | Massivbau aus der zweiten Hälfte des 19. Jhs. mit Fachwerkteilen | 35954783 | BW   |
| Neerstedter Straße 3 52° 56′ 16″ N, 8° 22′ 55″ O | Backofen                 | Massives Backhaus aus der zweiten Hälfte des 19. Jhs.            | 35954832 | BW   |
| Neerstedter Straße 3 52° 56′ 15″ N, 8° 22′ 55″ O | Schmiede                 | Gebäude von 1895 mit Seitenwände in Fachwerk                     | 35954757 | BW   |
| Neerstedter Straße 3 52° 56′ 15″ N, 8° 22′ 53″ O | Remise                   | Fachwerkhaus aus der zweiten Hälfte des 19. Jhs.                 | 35954809 | BW   |

### Gruppe:Hofanlage Am Gehege
Baudenkmal (Gruppe):

| Lage                                    | Bezeichnung         | Beschreibung | ID       | Bild |
| --------------------------------------- | ------------------- | ------------ | -------- | ---- |
| Am Gehege 1 52° 56′ 40″ N, 8° 23′ 25″ O | Hofanlage Am Gehege |              | 35949948 | BW   |

Baudenkmale (Einzeln):

| Lage                                    | Bezeichnung              | Beschreibung                                                                              | ID       | Bild |
| --------------------------------------- | ------------------------ | ----------------------------------------------------------------------------------------- | -------- | ---- |
| Am Gehege 1 52° 56′ 39″ N, 8° 23′ 25″ O | Scheune                  | Scheune vom Anfang des 19. Jahrhunderts in Fachwerk                                       | 35953684 | BW   |
| Am Gehege 1 52° 56′ 40″ N, 8° 23′ 26″ O | Stall                    | Stall aus der Zweiten Hälfte des 19. Jahrhunderts in Ziegelfachwerk                       | 35953659 | BW   |
| Am Gehege 1 52° 56′ 40″ N, 8° 23′ 26″ O | Wohn-/Wirtschaftsgebäude | Gebäude aus der ersten Hälfte des 19. Jahrhunderts als Zweiständer-Hallenhaus in Fachwerk | 35953633 | BW   |

### Gruppe: Traher Weg 9
Baudenkmal (Gruppe):

| Lage                                     | Bezeichnung  | Beschreibung | ID       | Bild |
| ---------------------------------------- | ------------ | ------------ | -------- | ---- |
| Traher Weg 9 52° 56′ 25″ N, 8° 23′ 26″ O | Traher Weg 9 |              | 49457985 | BW   |

Baudenkmale (Einzeln):

| Lage                                     | Bezeichnung | Beschreibung                    | ID       | Bild |
| ---------------------------------------- | ----------- | ------------------------------- | -------- | ---- |
| Traher Weg 9 52° 56′ 26″ N, 8° 23′ 25″ O | Scheune     | Gebäude vom Anfang des 20. Jhs. | 35956313 | BW   |
| Traher Weg 9 52° 56′ 25″ N, 8° 23′ 26″ O | Wohnhaus    | Haus von um 1910                | 35955951 | BW   |

### Gruppe:Hofanlage Im Sande
Baudenkmal (Gruppe):

| Lage                                  | Bezeichnung        | Beschreibung | ID       | Bild |
| ------------------------------------- | ------------------ | ------------ | -------- | ---- |
| Im Sande 2 52° 56′ 9″ N, 8° 23′ 53″ O | Hofanlage Im Sande |              | 35949964 | BW   |

Baudenkmale (Einzeln):

| Lage                                   | Bezeichnung              | Beschreibung                                                                              | ID       | Bild |
| -------------------------------------- | ------------------------ | ----------------------------------------------------------------------------------------- | -------- | ---- |
| Im Sande 2 52° 56′ 8″ N, 8° 23′ 52″ O  | Wohn-/Wirtschaftsgebäude | Gebäude aus der ersten Hälfte des 19. Jahrhunderts als Zweiständer-Hallenhaus in Fachwerk | 35953863 | BW   |
| Im Sande 2 52° 56′ 9″ N, 8° 23′ 52″ O  | Speicher                 | Speicher aus der Mitte des 19. Jahrhunderts in Fachwerk                                   | 35953890 | BW   |
| Im Sande 2 52° 56′ 10″ N, 8° 23′ 53″ O | Stall                    | Stall aus der zweiten Hälfte des 19. Jahrhunderts in Fachwerk                             | 35953913 | BW   |

### Gruppe:Hofanlage Iserloyer Straße 35
Baudenkmal (Gruppe):

| Lage                                            | Bezeichnung                   | Beschreibung | ID       | Bild |
| ----------------------------------------------- | ----------------------------- | ------------ | -------- | ---- |
| Iserloyer Straße 35 52° 56′ 32″ N, 8° 26′ 38″ O | Hofanlage Iserloyer Straße 35 |              | 35951619 | BW   |

Baudenkmale (Einzeln):

| Lage                                            | Bezeichnung              | Beschreibung                             | ID       | Bild |
| ----------------------------------------------- | ------------------------ | ---------------------------------------- | -------- | ---- |
| Iserloyer Straße 35 52° 56′ 32″ N, 8° 26′ 36″ O | Wohn-/Wirtschaftsgebäude | Massives Gebäude von 1868 als Hallenhaus | 35956138 | BW   |
| Iserloyer Straße 35 52° 56′ 32″ N, 8° 26′ 37″ O | Stall                    | Stall von um 1900                        | 35956190 | BW   |
| Iserloyer Straße 35 52° 56′ 31″ N, 8° 26′ 36″ O | Stall                    | Stall von um 1900                        | 35956165 | BW   |

### Gruppe:Hofanlage Uhlhorn
Baudenkmal (Gruppe):

| Lage                                       | Bezeichnung       | Beschreibung | ID       | Bild |
| ------------------------------------------ | ----------------- | ------------ | -------- | ---- |
| Bundesstraße 30 52° 57′ 52″ N, 8° 30′ 2″ O | Hofanlage Uhlhorn |              | 35950031 | BW   |

Baudenkmale (Einzeln):

| Lage                                       | Bezeichnung              | Beschreibung                                                                      | ID       | Bild |
| ------------------------------------------ | ------------------------ | --------------------------------------------------------------------------------- | -------- | ---- |
| Bundesstraße 30 52° 57′ 51″ N, 8° 30′ 1″ O | Wohn-/Wirtschaftsgebäude | Gebäude aus der Mitte des 19. Jahrhunderts als Zweiständer-Hallenhaus in Fachwerk | 35954462 | BW   |
| Bundesstraße 30 52° 57′ 52″ N, 8° 30′ 2″ O | Scheune                  | Scheune aus der Mitte des 19. Jahrhunderts in Fachwerk                            | 35954487 | BW   |

### Gruppe:Gut Welsburg
Baudenkmal (Gruppe):

| Lage                       | Bezeichnung  | Beschreibung | ID       | Bild           |
| -------------------------- | ------------ | ------------ | -------- | -------------- |
| 53° 0′ 42″ N, 8° 28′ 15″ O | Gut Welsburg |              | 35951356 | Weitere Bilder |

Baudenkmale (Einzeln):

| Lage                                         | Bezeichnung              | Beschreibung                                                                                                   | ID       | Bild           |
| -------------------------------------------- | ------------------------ | --- | -------- | -------------- |
| Welsburger Damm 2 53° 0′ 42″ N, 8° 28′ 17″ O | Wohn-/Wirtschaftsgebäude | Zweiständer-Hallenhaus von 1823, massive Außenwände von 1903, Innengerüst noch aus dem späten 16. oder 17. Jh. | 35955354 | Weitere Bilder |
| Welsburger Damm 2 53° 0′ 42″ N, 8° 28′ 13″ O | Zufahrt                  | Hofzufahrt mit Kopfsteinpflasterung                                                                            | 35956262 | Weitere Bilder |
| Welsburger Damm 2 53° 0′ 42″ N, 8° 28′ 17″ O | Backhaus                 | Backhaus wohl aus der Mitte oder der zweiten Hälfte des 19. Jahrhunderts                                       | 35955686 | Weitere Bilder |
| Welsburger Damm 2 53° 0′ 42″ N, 8° 28′ 17″ O | Erdkeller                | Erdkeller von wohl um 1900 als Backsteinbau                                                                    | 35955714 | Weitere Bilder |

### Gruppe: Findlingsmauer aus Monolithen
Baudenkmal (Gruppe):

| Lage                        | Bezeichnung                   | Beschreibung                   | ID       | Bild |
| --------------------------- | ----------------------------- | ------------------------------ | -------- | ---- |
| 52° 58′ 28″ N, 8° 24′ 28″ O | Findlingsmauer aus Monolithen | an der Dorfstraße in Neerstedt | 35951130 | BW   |

Baudenkmale (Einzeln):

| Lage                                            | Bezeichnung | Beschreibung | ID       | Bild |
| ----------------------------------------------- | ----------- | ------------ | -------- | ---- |
| Brettorfer Straße 1 52° 58′ 26″ N, 8° 24′ 26″ O | Mauer       |              | 35955274 | BW   |
| Dorfstraße 4 52° 58′ 27″ N, 8° 24′ 29″ O        | Mauer       |              | 35955246 | BW   |

### Gruppe:Heuerhausgruppe Ostrittrum
Baudenkmal (Gruppe):

| Lage                                 | Bezeichnung                | Beschreibung | ID       | Bild |
| ------------------------------------ | -------------------------- | ------------ | -------- | ---- |
| Am Brink 52° 58′ 43″ N, 8° 20′ 20″ O | Heuerhausgruppe Ostrittrum |              | 35949931 | BW   |

Baudenkmale (Einzeln):

| Lage                                     | Bezeichnung              | Beschreibung                                         | ID       | Bild |
| ---------------------------------------- | ------------------------ | ---------------------------------------------------- | -------- | ---- |
| Am Brink 2 A 52° 58′ 43″ N, 8° 20′ 21″ O | Wohn-/Wirtschaftsgebäude | Hallenhaus von 1779 in Fachwerk                      | 35955383 | BW   |
| Am Brink 2 52° 58′ 42″ N, 8° 20′ 20″ O   | Wohn-/Wirtschaftsgebäude | Hallenhaus von um 1800 in Fachwerk                   | 35953528 | BW   |
| Am Brink 2 A 52° 58′ 42″ N, 8° 20′ 19″ O | Stall                    | Stall aus der Mitte des 19. Jahrhunderts in Fachwerk | 35953556 | BW   |

### Gruppe:Wassermühle Ostrittrum
Baudenkmal (Gruppe):

| Lage                        | Bezeichnung            | Beschreibung | ID       | Bild |
| --------------------------- | ---------------------- | ------------ | -------- | ---- |
| 52° 58′ 29″ N, 8° 20′ 39″ O | Wassermühle Ostrittrum |              | 49457436 | BW   |

Baudenkmale (Einzeln):

| Lage                                              | Bezeichnung   | Beschreibung                                         | ID       | Bild |
| ------------------------------------------------- | ------------- | ---------------------------------------------------- | -------- | ---- |
| Rittrumer Kirchweg 33 52° 58′ 29″ N, 8° 20′ 38″ O | Mühlengebäude | Mühlengebäude in Fachwerk von 1848, heute Kulturhaus | 35953503 | BW   |
| Rittrumer Kirchweg 33 52° 58′ 29″ N, 8° 20′ 39″ O | Stauwehr      |                                                      | 35956241 | BW   |
| Rittrumer Kirchweg 33 52° 58′ 29″ N, 8° 20′ 41″ O | Mühlenteich   |                                                      | 49457560 |      |
| Rittrumer Kirchweg 33 52° 58′ 29″ N, 8° 20′ 37″ O | Mühlengraben  |                                                      | 49457537 | BW   |

### Gruppe: Wohnhaus mit Garten, Lieths Sand
Baudenkmal (Gruppe):

| Lage                                       | Bezeichnung                      | Beschreibung | ID       | Bild |
| ------------------------------------------ | -------------------------------- | ------------ | -------- | ---- |
| Lieths Sand 3 A 52° 56′ 35″ N, 8° 21′ 0″ O | Wohnhaus mit Garten, Lieths Sand |              | 35950945 | BW   |

Baudenkmale (Einzeln):

| Lage                                       | Bezeichnung | Beschreibung | ID       | Bild |
| ------------------------------------------ | ----------- | --- | -------- | ---- |
| Lieths Sand 3 A 52° 56′ 36″ N, 8° 21′ 1″ O | Wohnhaus    | Gebäude von 1912 als ehemaliges Landhaus ergänzt um Wohnhaus von 1934                                                                       | 35954536 | BW   |
| Lieths Sand 3 A 52° 56′ 34″ N, 8° 21′ 0″ O | Garten      | Garten nach barockem Vorbild mit Buchen-Allee nach Süden, Tor, zwei Obelisken, Rondell, offene Holzpavillons und Gartenhäuschen in Fachwerk | 35954934 | BW   |

### Baudenkmale (Einzeln)
| Lage                                                          | Bezeichnung              | Beschreibung | ID       | Bild           |
| ------------------------------------------------------------- | ------------------------ | --- | -------- | -------------- |
| Dötlingen, Wildeshauser Straße 34 52° 54′ 36″ N, 8° 26′ 20″ O | Wassermühle Altona       | Putzbau von 1894 mit Satteldach, Öffnungen segmentbogig, zwei Ladeluken übereinander, offene Holzremise, nördliches Stauwehr, jenseits der Wildeshauser Straße Mühlenteich. | 35954437 | Weitere Bilder |
| Butzenbarg 52° 56′ 9″ N, 8° 22′ 57″ O                         | Friedhof                 | Alter Friedhof am Butzenbarg | 35954568 |                |
| Rittrumer Kirchweg 2/4 52° 56′ 15″ N, 8° 22′ 48″ O            | Wohn-/Wirtschaftsgebäude | Doppelheuerhaus von 1816 als Zweiständer-Hallenhaus in Fachwerk mit Dielentoren in beiden Giebeln                                                                           | 35953732 |                |
| Dorfring 35 52° 56′ 13″ N, 8° 22′ 52″ O                       | Wohn-/Wirtschaftsgebäude | Zweiständer-Hallenhaus in Fachwerk vom Ende des 18. Jahrhunderts und von 1825 (Inschrift am Rückgiebel)                                                                     | 35953787 |                |
| Neerstedter Straße 1 52° 56′ 13″ N, 8° 22′ 55″ O              | Wohn-/Wirtschaftsgebäude | Zweiständer-Hallenhaus in Fachwerk von 1787 | 35953811 |                |
| Am Steinberg 12 52° 56′ 12″ N, 8° 22′ 59″ O                   | Wohn-/Wirtschaftsgebäude | Zweiständer-Hallenhaus in Fachwerk von 1863 | 35954180 | BW             |
| Heideweg 10 52° 56′ 1″ N, 8° 22′ 55″ O                        | Wohn-/Wirtschaftsgebäude | Zweiständer-Hallenhaus von 1788 in Fachwerk mit sichtbaren differenzierten Steinausfachungen                                                                                | 35954019 | BW             |
| Im Sande 10 52° 56′ 4″ N, 8° 23′ 58″ O                        | Wohn-/Wirtschaftsgebäude | Zweiständer-Hallenhaus in Fachwerk von 1788 | 35953937 | BW             |
| Heideweg 20 52° 55′ 51″ N, 8° 23′ 3″ O                        | Schullandheim            | Atelier- und Wohnhaus von 1925 für den Maler August Kaufhold, u.a. dann Schulungshaus, Flüchtlingsunterkunft, Schullandheim und Begegnungsstätte mit Restaurant und Café    | 35955114 | BW             |
| Olen Oort 2 52° 55′ 30″ N, 8° 25′ 55″ O                       | Wohn-/Wirtschaftsgebäude | Großes Zweiständer-Hallenhaus in Fachwerk vom Anfang des 19. Jahrhunderts                                                                                                   | 35954411 | BW             |
| Iserloyer Straße 41 52° 56′ 18″ N, 8° 27′ 36″ O               | Wohn-/Wirtschaftsgebäude | Vierständer-Hallenhaus von um 1860/1870, teils in Fachwerk, teils massiv | 35955741 | BW             |
| Osterbrooksand 10 52° 57′ 47″ N, 8° 28′ 19″ O                 | Schafstall               | Stall von 1870 | 35955302 |                |
| Uhlhorner Straße 21 52° 57′ 59″ N, 8° 27′ 39″ O               | Backhaus                 | | 35953356 | BW             |
| Neddenhüsen 7 52° 57′ 47″ N, 8° 27′ 22″ O                     | Wohn-/Wirtschaftsgebäude | Zweiständer-Hallenhaus in Fachwerk von 1777 | 35954512 | BW             |
| Haidhäuser Straße 4 52° 58′ 44″ N, 8° 28′ 11″ O               | Schafstall               | Stall in Fachwerk aus der 1. Hälfte des 19. Jhs. | 35953331 |                |
| Im Dorfe 10 52° 59′ 19″ N, 8° 27′ 36″ O                       | Backhaus                 | | 35955763 | BW             |
| Im Dorfe 2 52° 59′ 20″ N, 8° 27′ 28″ O                        | Wohn-/Wirtschaftsgebäude | Heuerhaus Hische als Zweiständer-Hallenhaus in Fachwerk von 1826 | 35955182 | BW             |
| Im Dorfe 8 52° 59′ 20″ N, 8° 27′ 31″ O                        | Wohn-/Wirtschaftsgebäude | Hallenhaus in Fachwerk von 1873, heute Dorphus | 35955412 |                |
| Grashornsröthe 1 52° 59′ 11″ N, 8° 27′ 45″ O                  | Schafstall               | Stall in Fachwerk von um 1810 | 35953281 |                |
| Klattenhofer Kirchweg 52° 59′ 19″ N, 8° 26′ 7″ O              | Schafstall               | Stall in Fachwerk vom Anfang des 19. Jahrhunderts | 35953306 |                |
| Stüher Straße 38 53° 0′ 18″ N, 8° 29′ 36″ O                   | Wohn-/Wirtschaftsgebäude | Wohn- und Wirtschaftsgebäude von 1752 als Hallenhaus in Fachwerk sowie massives Wohnhaus, wohl vom Ende 19. Jhs.; bis 2012 Revierförsterei bzw. Försterei                   | 35953251 | BW             |
| Huntloser Straße 11 52° 58′ 44″ N, 8° 22′ 39″ O               | Scheune                  | Fachwerkbau aus der 1. Hälfte des 19. Jhs. | 35953428 | BW             |
| Oher Kirchweg 2 52° 58′ 40″ N, 8° 22′ 31″ O                   | Wohn-/Wirtschaftsgebäude | Zweiständer-Hallenhaus in Fachwerk von 1885 | 35953404 | BW             |
| Geveshauser Weg 2 52° 58′ 26″ N, 8° 22′ 39″ O                 | Schafstall               | Stall aus dem frühen 19. Jh. | 35953379 | BW             |
| Huntloser Straße 14 52° 58′ 42″ N, 8° 21′ 50″ O               | Backhaus                 | Fachwerkscheune von 1833 | 35953709 | BW             |
| Huntloser Straße 25 52° 58′ 39″ N, 8° 21′ 52″ O               | Scheune                  | | 35956071 | BW             |
| Am Brink 3 52° 58′ 47″ N, 8° 20′ 24″ O                        | Wohn-/Wirtschaftsgebäude | Kleines Zweiständer-Hallenhaus in Fachwerk von 1788 | 35953583 | BW             |
| Unterm Berg 2 52° 58′ 51″ N, 8° 20′ 12″ O                     | Wohn-/Wirtschaftsgebäude | Zweiständer-Hallenhaus in Fachwerk von 1851 | 35953609 | BW             |
| Eggerskamp 4 52° 58′ 18″ N, 8° 21′ 2″ O                       | Wochenendhaus            | | 35956092 | BW             |
| Eggerskamp 8 52° 58′ 19″ N, 8° 21′ 11″ O                      | Speicher                 | | 35953478 | BW             |
| Oelmühle 52° 56′ 21″ N, 8° 20′ 47″ O                          | Brücke                   | Bauwerk von 1878/79 | 35953227 |                |